# BYD Dolphin
BYD Dolphin – elektryczny samochód osobowy klasy subkompaktowej lub klasy kompaktowej produkowany pod chińską marką BYD od 2021 roku.

## Historia i opis modelu

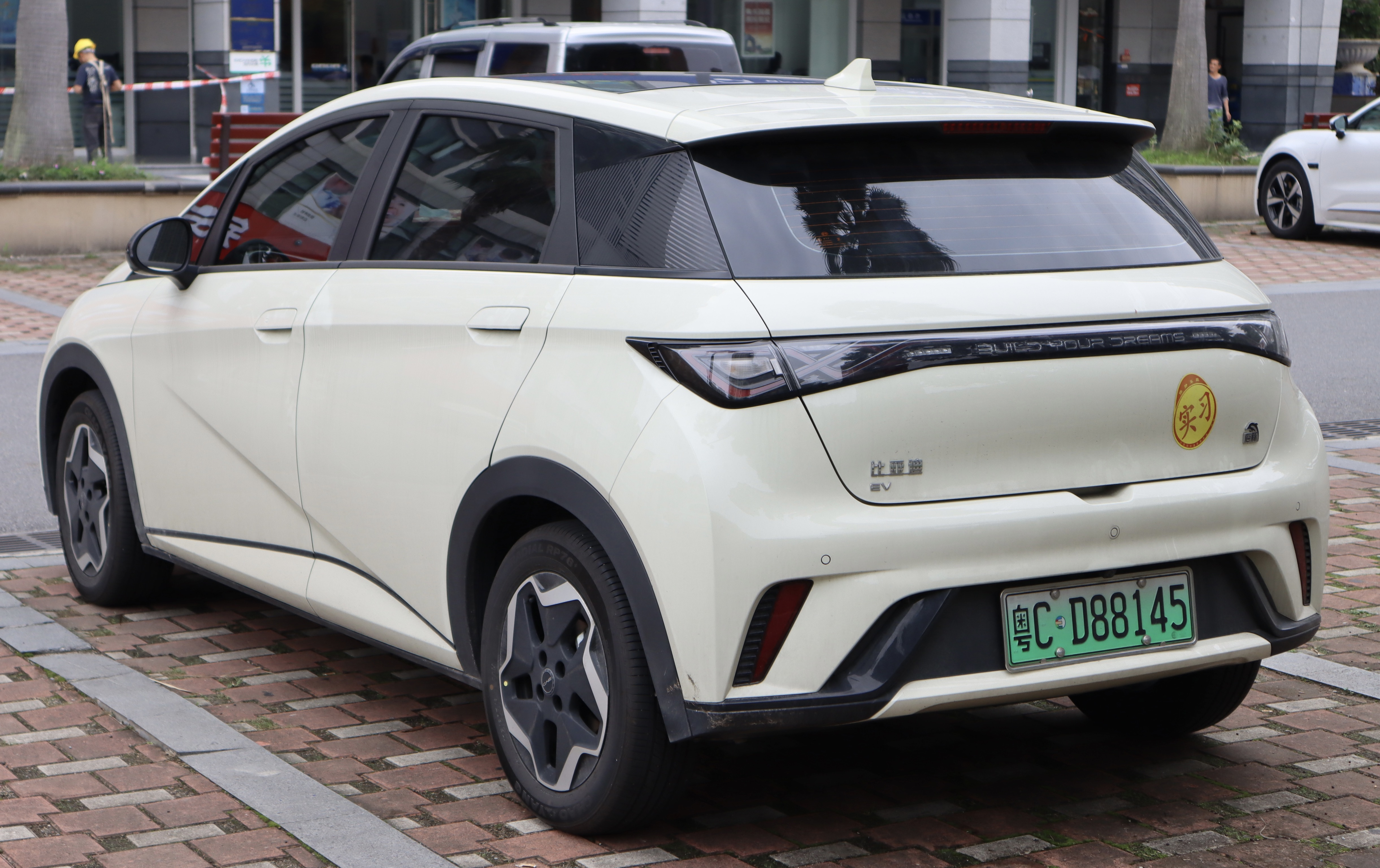
chiński BYD Dolphin - tył

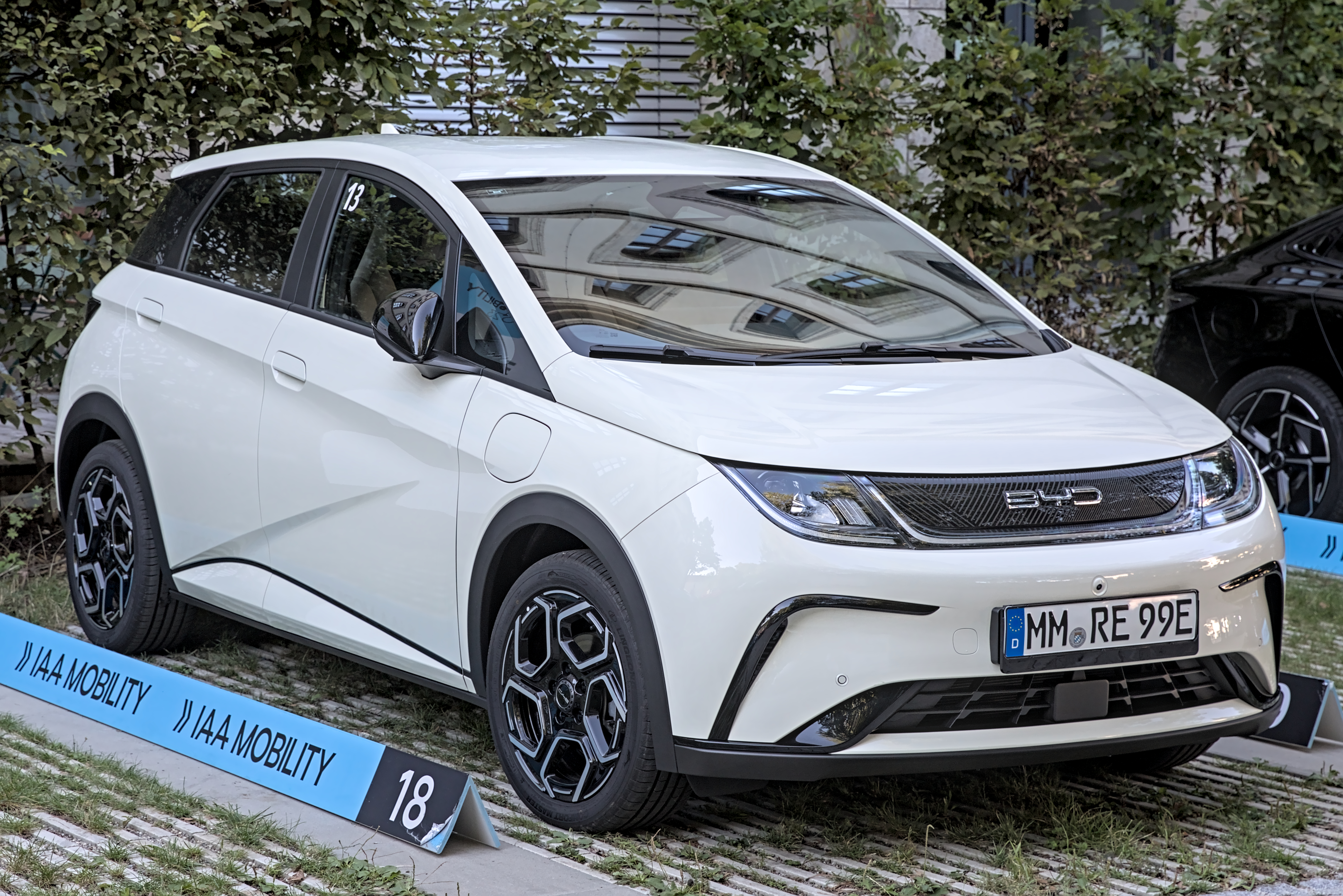
globalny BYD Dolphin

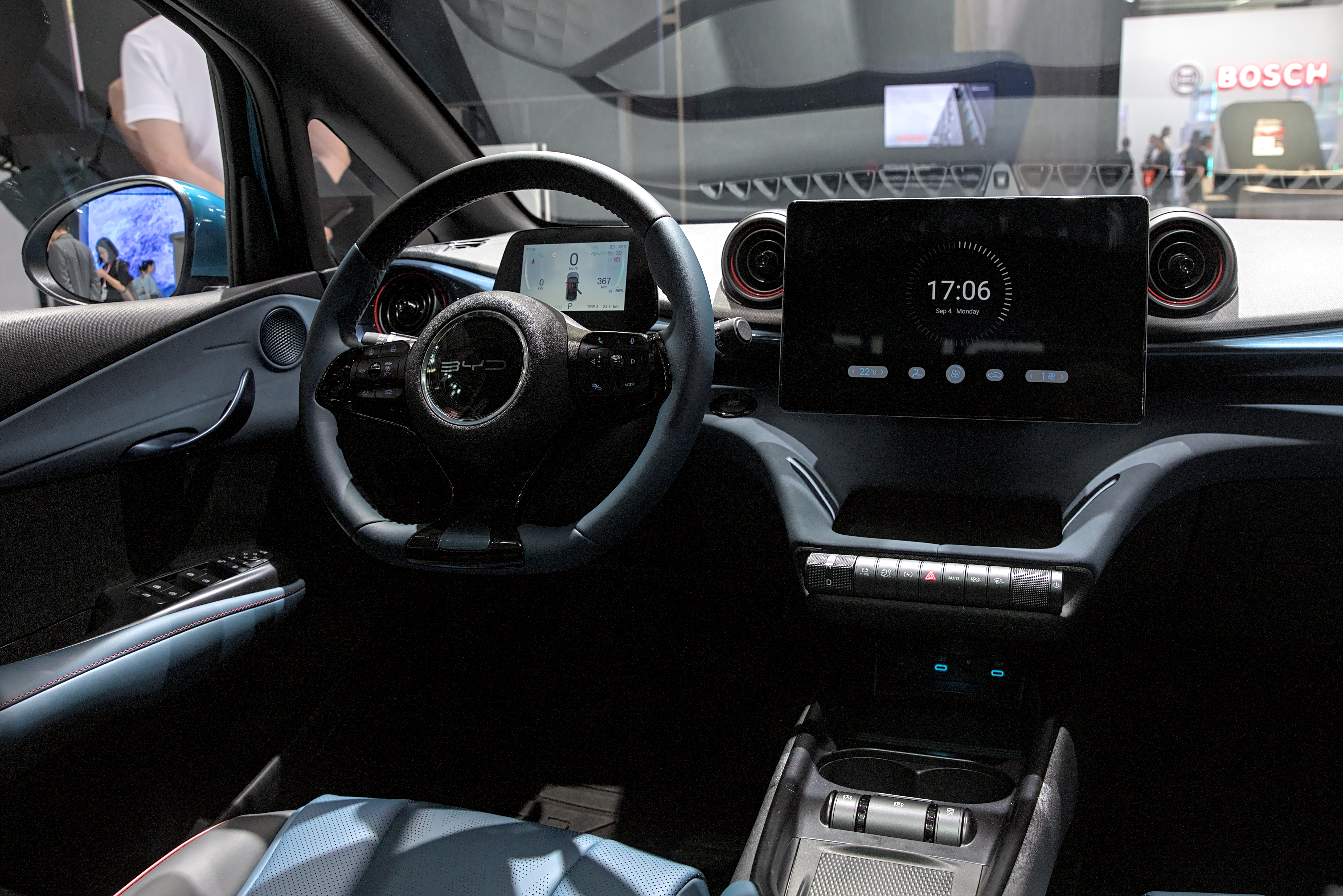
BYD Dolphin - kokpit

Podczas wystawy samochodowej Shanghai Auto Show w kwietniu 2021 roku BYD przedstawił nową generację płyty podłogowej dedykowanej samochodom elektrycznym pod nazwą E-platform 3.0, która dzięki lepszemu rozkładowi mas ma oferować wydajniejsze osiągi oraz zasięg. Równolegle chiński producent przedstawił przedprodukcyjny prototyp nowego miejskiego hatchbacka pod nazwą BYD EA1 Concept, zapowiadający nie tylko nową gamę samochodów elektrycznych, ale i zmodernizowany język stylistyczny oraz logo firmowe.
Produkcyjny model przedstawiony został niespełna 4 miesiące po debiucie, w pierwszych dniach sierpnia 2021 roku pod nazwą BYD Dolphin. Samochód w obszernym zakresie odtworzył wygląd prototptypu, charakteryzując się jednobryłową sylwetką i ostrymi kształtami tworzącymi nową generację wyglądu samochodów BYD autorstwa szefa zespołu projektowego, Wolfgang Eggera. Zgodnie z zapowiedziami, samochód jako pierwszy produkcyjny model obrał nowe logo marki BYD.
Kabina pasażerska została utrzymana w typowym dla innych modeli z Ocean series awangardowym wzornictwie, z dwubarwną aranżacją wnętrza i pofalowanymi krawędziami paneli deski rozdzielczej. Na szczycie deski rozdzielczej umieszczono okrągłe nawiewy, z kolei między nimi znalazł się 12,8 calowy ekran dotykowy systemu multimedialnego. Pod nim ulokowano dużą półkę na ładowanie smartfona. Przestronność kabiny pasażerskiej zapewnił relatywnie duży jak na segment B 2700 milimetrowy rozstaw osi.
W czasie gdy odmiana Dolphina na rynku chińskim z długością ok. 4,07 metra jest samochodem subkompaktowym pozycjonowanym pomiędzy Seagullem a e2, tak wariant globalny to znacznie większy samochód pozycjonowany w segmencie C. Stało się to dzięki wydłużeniu zwisu przedniego oraz tylnego, przez co samochód zyskał na długości do 4,29 metra. 

### Sprzedaż
W pierwszej kolejności BYD Dolphin zadebiutował na rodzimym rynku chińskim, z ceną wywoławczą za najtańszy wariant wynoszącą 90 tysięcy juanów. W 2022 roku ogłoszono plany eksportu, gdzie jednym z pierwszych rynków określono Australię. Ostatecznie jednak, najpierw w marcu 2023 samochód zadebiutował na rynku tajlandzkim, z kolei w kwietniu przedstawiona została specyfikacja na rynek europejski. W tym samym roku sprzedaż poszerzono m.in. o Malezję, Japonię i Brazylię. Na tym ostatnim rynku przewidziano zarówno wariant chiński, skrócony, jak i wydłużony, pod nazwą BYD Dolphin Plus.

### Dane techniczne
Dzięki oparciu o nowej generacji płytę podłogową E-platform 3.0 BYD Dolphin dostosowany został do wysoko wydajnej instalacji 800 V, która umożliwia na szybkie ładowanie z dużą mocą - w ciągu 5 minut ładowania pojazd ma uzyskać stan baterii pozwalający na przejechanie ok. 150 kilometrów. W pojeździe zastosowano także nowoczesną, litowo-żelazowo-fosforanową baterię Blade Battery, a także standardową pompę ciepła, co łącznie ma zwiększyć wydajność układu napędowego. Układ elektryczny o mocy maksymalnej 94 KM ma pozwalać rozwinąć maksymalnie 150 km/h. Całkowita pojemność akumulatora pojazdu wyniosła 30,7 kWh. 